# Spin (revista)
A Spin é uma revista musical dos Estados Unidos da América que cobre "toda a música que é rock" ("everything that rocks"). Fundada em 1985 por Bob Guccione, é a principal concorrente à vigorosa Rolling Stone. Hoje pertence a Buzz Media.
Madonna foi a primeira artista na capa da Spin.
Nos primeiros anos a revista era conhecida pela vasta área musical que cobria com ênfase no College rock e no emergente Hip-Hop.
A nível cultural, a revista dedicou uma cobertura significativa ao Punk Hardcore, Country e Alternative Country, Reggae e World Music, Jazz dos tipos mais aventureiros, e uma variedade de outros géneros menos conhecidos. O movimento inicial de Punk/New Wave e artistas como os The Ramones, Patti Smith, Blondie, X, Black Flag, e os antigos membros dos Sex Pistols, The Clash, foram examinados, descritos e mencionados constantemente numa altura em que a Rolling Stone e outras publicações ainda mal se tinham apercebido da sua existência.